# Västersjön (Lockne socken, Jämtland)
Västersjön är en sjö i Östersunds kommun i Jämtland och ingår i Ljungans huvudavrinningsområde. Sjön har en area på 0,0444 kvadratkilometer och ligger 403,1 meter över havet. Sjön avvattnas av vattendraget Höviksån.

## Delavrinningsområde
Västersjön ingår i det delavrinningsområde (697862-145063) som SMHI kallar för Utloppet av Bölessjön. Medelhöjden är 393 meter över havet och ytan är 16,28 kvadratkilometer. Det finns inga avrinningsområden uppströms utan avrinningsområdet är högsta punkten. Höviksån som avvattnar avrinningsområdet har biflödesordning 3, vilket innebär att vattnet flödar genom totalt 3 vattendrag innan det når havet efter 230 kilometer. Avrinningsområdet består mestadels av skog (69 procent). Avrinningsområdet har 2,27 kvadratkilometer vattenytor vilket ger det en sjöprocent på 13,9 procent.